# Ekscedent
Ekscedent – w prawie osoba, która przekroczyła granice kontratypu (czyli dopuściła się tzw. ekscesu), np. obrony koniecznej lub stanu wyższej konieczności.
W wypadku obrony koniecznej rozróżnia się dwie postaci ekscesu:
- tzw. eksces intensywny (niewspółmierność obrony), który ma miejsce w sytuacji, gdy osoba odpierająca zamach zastosuje sposób obrony niewspółmierny do niebezpieczeństwa zamachu, oraz
- tzw. eksces ekstensywny (niewspółczesność obrony), który ma miejsce w sytuacjach, gdy obrona ma charakter przedwczesny (w momencie działania ekscedenta zamach jeszcze nie nastąpił) lub spóźniony (ekscedent działał, gdy zamach już się zakończył).

 Zapoznaj się z zastrzeżeniami dotyczącymi pojęć prawnych w Wikipedii.